# 김진 (배우)
김진(1973년 8월 23일 ~ )은 대한민국의 배우이다.

## 생애
부산에서 출생하여 1993년에 김경진이라는 본명으로 뮤지컬 배우가 되어 첫 데뷔를 했다. 이듬해 1994년 댄스 팝 음악 그룹 '좌회전'의 구성원으로 정식 가수 데뷔하였으며 1997년 MBC 문화방송 시트콤 《남자 셋 여자 셋》을 통해 텔레비전 연기자로 데뷔하였다.
결혼의 법칙, 토마토, 하얀 거짓말, 게임 오버, 마법의 성 등에 출연하였다.

## 학력
- 안락초등학교 졸업
- 동신중학교 졸업
- 브니엘고등학교 졸업
- 서울신학대학교 사회복지학과 학사
- 경희대학교 연극영화학과 학사

## 출연작

### 드라마
| 연도 | 방송사     | 제목            | 역할      | 비고     |
| ---- | ---------- | --------------- | --------- | -------- |
| 1997 | MBC        | 남자 셋 여자 셋 | 김진      |          |
| 1998 | MBC        | 여자 대 여자    | 마갑주    |          |
| 1998 | MBC        | 아니 벌써       | 오진태    |          |
| 1998 | SBS        | 사랑해 사랑해   | 정현      |          |
| 1999 | SBS        | 토마토          | 윤호태    |          |
| 1999 | SBS        | 달콤한 신부     |           |          |
| 2001 | MBC        | 며느리들        | 기준      |          |
| 2001 | MBC        | 결혼의 법칙     | 송태주    |          |
| 2001 | SBS        | 엄마를 찾습니다 |           |          |
| 2002 | SBS        | 오렌지          |           |          |
| 2008 | MBC        | 하얀 거짓말     | 주홍진    |          |
| 2010 | SBS 플러스 | 키스 앤 더 시티 |           |          |
| 2012 | SBS 플러스 | 오마이 갓X2     | 젊은 병준 | 특별출연 |

### 영화
- 1999년 《산전수전》
- 2001년 《게임 오버》
- 2002년 《마법의 성》 … 최석규 역

### 뮤지컬
- 《아가씨와 건달들》

### 연극
- 《돌아오지 않는 해병》

### 텔레비전 프로그램
- 1997년 MBC 《테마게임》
- 1998년 SBS 《인기가요》
- 2000년 SBS 《기쁜 우리 토요일》
- 2000년 KBS2 《출발 드림팀》
- 2001년 MBC 《스타 서바이벌 동거동락》- 2기
- 2001년 MBC 《타임머신》
- 2001년 MBC 《전파견문록》
- 2001년 SBS 《게임쇼 즐거운 세상》
- 2002년 SBS 《호기심 천국》
- 2002년 SBS 《토요일이 온다》
- 2003년 KBS2 《대한민국 1교시》
- 2004년 MBC 《질풍노도 라이벌》
- 2005년 KBS2 《위기탈출 넘버원》
- 2005년 EBS 《영어스타트! 김과장》
- 2005년 MBC 《신비한TV 서프라이즈》
- 2007년 MBC 에브리원 《천하무적 스파이크 왕》
- 2007년 SBS 《헤이헤이헤이 2》
- 2008년 SBS 《행복발전소》
- 2008년 KBS JOY 《오빠가 왔다》
- 2010년 MBC 에브리원 《스타 심부름》
- 2010년 SBS 《진짜 한국의 맛》
- 2010년 CMC TV 《Job Star 일단 맡겨! 시즌1》
- 2011년 CMC TV 《Job Star 일단 맡겨! 시즌2》
- 2012년 SBS 《짝》
- 2014년 JTBC 《집밥의 여왕》
- 2015년 MBC 《무한도전》
- 2016년 MBC every1 《비디오스타》
- 2017년 TV조선 《애정통일! 남남북녀》
- 2018년 KBS2 《해피투게더 시즌3》
- 2019년 채널A 《나는 몸신이다》
- 2020년 SBS 《불타는 청춘》
- 2022년 MBN 《속풀이쇼 동치미》
- 2023년 tvN STORY 《살아있네! 살아있어》

### 라디오 프로그램
- 2016년 EBS FM 《EBS 책 읽는 라디오 낭독 시리즈》

### CF 광고
- 종근당 펜잘 (김민선과 함께 출연)
- SK텔레콤 스피드 011
- 오뚜기 북경반점 짜장
- 오리온 포카칩